# 시모어 벤저

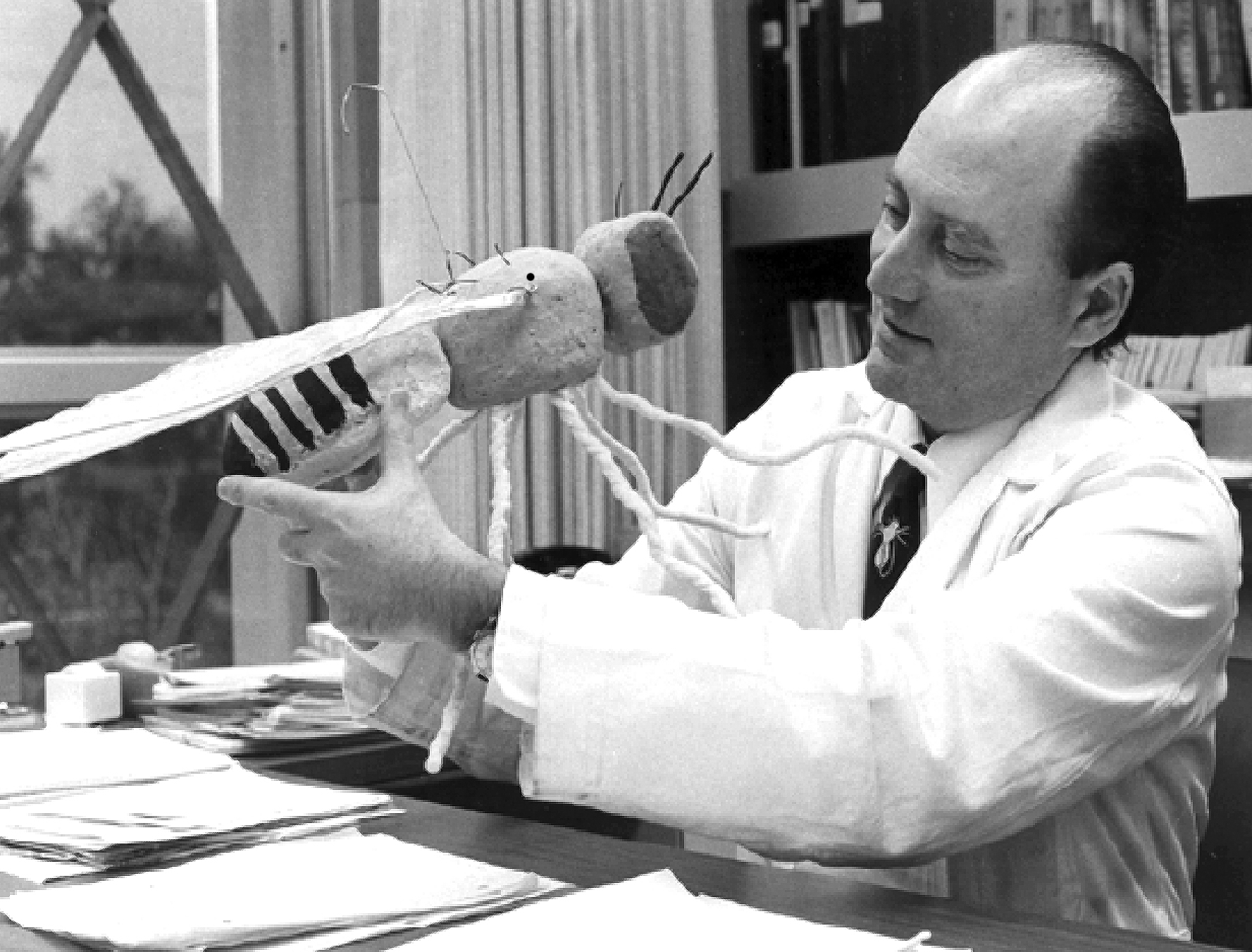

시모어 벤저(Seymour Benzer, 1921년 10월 15일 ~ 2007년 11월 30일)는 미국의 물리학자, 분자생물학자, 행동유전학자였다. 그의 경력은 1950년대 분자생물학 혁명 중에 시작되었으며, 결국 분자 및 행동 유전학 분야에서 두각을 나타냈다. 퍼듀 대학교에서 생산적인 유전학 연구실을 이끌었고 캘리포니아 공과대학교에서 신경과학 명예교수인 제임스 G. 보스웰(James G. Boswell)을 역임했다.